# Modding di Grand Theft Auto
La modifica da parte dell'utente, o modding, dei videogiochi nella serie sandbox open world Grand Theft Auto è una tendenza popolare nella comunità dei giochi per PC. I software di terze parti sono indispensabili per creare mod di Grand Theft Auto, a causa della mancanza di strumenti di editing ufficiali da parte dello sviluppatore Rockstar Games. Le mod per Grand Theft Auto sono generalmente sviluppate per l'utilizzo sulle versioni PC dei giochi, poiché la piattaforma non impedisce modifiche al software installato; tuttavia, in una certa misura esistono contenuti simili per le versioni per console e per telefoni cellulari. 

## Strumenti
Sebbene le mod per Grand Theft Auto siano state sviluppate da persone con un Hobby sin dall'uscita del primo gioco, le mod sono diventate più accessibili e popolari solo con l'uscita di Grand Theft Auto III su Microsoft Windows nel maggio 2002.  L'utilizzo di un motore di gioco (il primo della serie) ha consentito lo sviluppo di veicoli, texture e modelli personalizzati, seguiti da nuove missioni e modifiche alla mappa; il successo di questi nuovi tipi di mod ha iniziato ad attirare l'attenzione diffusa. Negli anni successivi, la scena del modding divenne più sofisticata e complessa, poiché vari aspetti degli interni del gioco venivano gradualmente scoperti e documentati dagli hacker. Uno degli esempi più noti è la modifica grafica iCEnhancer per Grand Theft Auto IV di Hayssam Keilany, elogiata dai revisori ed etichettata come "probabilmente una delle migliori mod di tutti i tempi" da Polygon. Nella maggior parte dei giochi, alcuni file di dati venivano archiviati in semplici archivi o file di testo, consentendo ai modder di modificarli utilizzando strumenti di base. Tuttavia, modifiche più complesse, come cambiamenti alle meccaniche di gioco o l'aggiunta di modelli e/o mappe personalizzati, non erano possibili senza strumenti più avanzati specifici per GTA, insieme a programmi di modellazione di livello commerciale come SketchUp, 3ds Max e Zmodeler. Per questo motivo, i modder spesso collaboravano su vari siti di fan, mettendo in comune risorse e condividendo documentazione tra loro. In una citazione di Patrick Wildenborg, il modder responsabile dello sblocco del minigioco Hot Coffee, ha affermato che "la comunità dei modding si sentiva come un gruppo di amici che cercavano di risolvere un mistero".

## FiveM
FiveM, una modifica alternativa multigiocatore e di gioco di ruolo per Grand Theft Auto Online, ha accumulato un numero di giocatori simultanei di 250.000 su Steam nell'aprile 2021, superando il gioco base. All'inizio di febbraio, Grand Theft Auto V è diventata la categoria più seguita su Twitch grazie a un aggiornamento per NoPixel, uno dei server più grandi di FiveM che costa circa $10.000 al mese. L'11 agosto 2023, Rockstar Games ha annunciato di aver acquisito Cfx.re, uno dei Team di sviluppo di FiveM. Nell'annuncio, Rockstar ha dichiarato che "aiuterebbe [Cfx.re] a trovare nuovi modi per supportare questa incredibile comunità e migliorare i servizi che fornisce ai propri sviluppatori e giocatori". Dal 15 dicembre 2023 al 21 dicembre 2023, Rockstar Games ha regalato più di 600.000 abbonamenti Twitch sulla piattaforma Twitch come parte della GTA RP Week. Durante questo periodo, i fan selezionati hanno avuto la possibilità di riscattare un abbonamento regalo o un abbonamento Tier 1 di un mese a un canale Twitch di loro scelta, regalando dei token. Gli spettatori dovevano guardare uno streamer di GTA RP appartenente alla categoria dell'evento durante il periodo per ricevere i token. La collaborazione tra Rockstar Games e Twitch nell'ambito di questo evento è unica nel suo genere.
LCPDFR e LSPDFR sono modifiche rilasciate per Grand Theft Auto IV e Grand Theft Auto V, che convertono i rispettivi giochi in un simulatore delle forze dell'ordine. Gli sviluppatori della mod, G17 Media, sviluppano anche RDRFR, una conversione simile del simulatore delle forze dell'ordine per Red Dead Redemption II. A gennaio 2022, LSPDFR ha quasi 11 milioni di download e LCPDFR ha 2 milioni di download; il sito web dei mod, LCPDFR.com, ospita inoltre oltre 27.000 file mod aggiuntivi di terze parti e conta oltre 420.000 utenti registrati. LCPDFR e LSPDFR hanno fatto notizia in Australia nel 2017, quando il ministro della polizia del New South Wales Troy Grant ha denunciato le modifiche su Seven News, definendo la possibilità di installare componenti aggiuntivi basati sulla polizia del NSW e danneggiare gli agenti di polizia del NSW nel gioco o potenzialmente commettere brutalità da parte della polizia come loro "perversi" e "imprecisi". Le dichiarazioni di Grant sono state accolte con critiche dalla comunità LSPDFR, incluso uno sviluppatore di uno dei mod della polizia del NSW, che ha affermato che il loro contenuto era innocuo e che "hanno ispirato i ragazzi a pensare a una carriera nel campo dei servizi di emergenza".
I ricercatori della Brigham Young University e della UBC Sauder School of Business hanno condotto uno studio sul processo decisionale in collaborazione con LSPDFR, con l’obiettivo di studiare come si comportano i giocatori nelle situazioni di applicazione della legge. Lo studio includeva un sondaggio e una raccolta facoltativa di dati sui giocatori durante l'utilizzo della modifica. Da allora lo studio è stato chiuso e i risultati sono in fase di analisi.

## Reazione da parte di Rockstar Games
La modifica di Grand Theft Auto non è approvata da Rockstar Games e pertanto non esiste uno strumento di editor ufficiale che consenta la manipolazione dei file di gioco. In risposta a una domanda posta da un fan, Rockstar ha espresso il proprio punto di vista sulle modifiche di GTA, affermando di aver sempre apprezzato gli sforzi della comunità di modding e di ricordare ancora volentieri mod classici come Zombie Invasion o la mappa originale di Grand Theft Auto III su Grand Theft Auto IV. Hanno inoltre dichiarato che la loro politica di modding non è cambiata ed è la stessa di GTA IV. L'accordo di licenza con l'utente finale tuttavia contraddice ciò, poiché afferma che gli utenti non possono "retroingegnerizzare, decompilare, disassemblare, visualizzare, eseguire, preparare opere derivate basate su o modificare in altro modo il Software, in tutto o in parte". Per il rilascio di Grand Theft Auto V per PC, Rockstar ha indicato che il suo obiettivo principale era garantire che Grand Theft Auto Online fosse libero da possibili hack ed exploit e che pertanto il modding non sarebbe stato consentito in  GTA Online. Nell'agosto 2015, a diversi membri del team FiveM sono stati sospesi gli account del Social Club di Rockstar Games a causa del loro coinvolgimento in un client multigiocatore alternativo per Grand Theft Auto V. Dopo essere stata contattata da Kotaku in merito alla questione, Rockstar ha dichiarato che il client FiveM era una modifica non autorizzata "progettata per facilitare la pirateria" e che come tale violava i termini di utilizzo e pertanto i membri erano stati banditi dal servizio del Social Club. Sebbene Rockstar abbia precedentemente fornito supporto con l'originale Grand Theft Auto e Grand Theft Auto 2 e abbia utilizzato anche un'utilità di terze parti per sviluppare i pacchetti di espansione Grand Theft Auto: London, l'unico strumento di modifica ufficiale rilasciato da Rockstar è Rockstar Editor uno strumento che consente agli utenti di registrare e modificare video nel gioco. Al giocatore vengono messe a disposizione opzioni come effetti, audio, velocità, telecamere e strumenti di navigazione. Nell'agosto 2023, Rockstar ha annunciato che avrebbe acquisito FiveM come parte di un'acquisizione di Cfx.re.

## Controversie
Un'arma per GTA V, che sostituisce l'arma bomba adesiva del gioco con un Samsung Galaxy Note 7 che esplode come parodia del problema dell'esplosione della batteria del telefono e successivo richiamo, ha suscitato polemiche quando Samsung Electronics America, Inc. avrebbe emesso avvisi di rimozione a YouTube chiedendo che i video che raffigurano il telefono vengano rimossi in quanto presunta violazione dei suoi diritti d'autore. The Verge lo ha definito "falso" e un "ridicolo esagerazione e abuso del DMCA", mentre si credeva anche che queste rimozioni avrebbero solo attirato ulteriore attenzione sul contenuto. Sebbene Samsung abbia tentato di rimuovere i video che raffigurano la mod, non ha preso di mira i siti web che ospitano la mod stessa. Il 14 giugno 2017, Take Two Interactive ha inviato una lettera di cessazione agli sviluppatori di OpenIV, un programma che consente agli utenti di installare modifiche per vari titoli Rockstar come Grand Theft Auto IV, Max Payne 3 e Grand Theft Auto V, sostenendo che OpenIV ha consentito a terze parti di modificare e annullare le funzionalità di sicurezza del suo software. Rockstar in seguito ha risposto dicendo che "le azioni di Take-Two non miravano specificamente alle mod per giocatore singolo... Stiamo lavorando per capire come possiamo continuare a supportare la comunità creativa senza avere un impatto negativo sui nostri giocatori". da Rockstar il 23 giugno, affermando che Take-Two ha accettato di non intraprendere azioni legali contro progetti di modding per giocatore singolo di terze parti che coinvolgono i giochi Rockstar su PC. Rockstar ha anche contattato gli sviluppatori di OpenIV, nel tentativo di risolvere la controversia. Sebbene i dettagli di tale incontro rimangano segreti, poco dopo OpenIV è stato reso disponibile per il download e ha ricevuto un aggiornamento minore, indicando che la conversazione con Rockstar ha avuto successo. Il cessate il fuoco ha portato a una review bomb da parte degli utenti e ha causato un effetto agghiacciante con alcuni sviluppatori di mod che hanno interrotto il supporto per il gioco a causa delle implicazioni legali percepite con il modding di Grand Theft Auto V.
Il 19 febbraio 2021, rappresentanti che affermavano di appartenere a Take-Two Interactive hanno inviato avvisi di rimozione DMCA al team dietro re3 e reVC, che erano rispettivamente ricreazioni del codice sorgente di Grand Theft Auto III e Grand Theft Auto: Vice City, il cui obiettivo era un modernizzato e versione migliorata dei giochi che può essere trasferita e giocata su piattaforme contemporanee e future. I rappresentanti hanno affermato che le ricreazioni del codice sorgente erano un atto di violazione del copyright, affermando che "L'opera non è concessa in licenza in alcun modo" e di conseguenza i rispettivi repository GitHub sono stati rimossi. Il leader del progetto aap ha citato la ricreazione del codice sorgente di Super Mario 64 come precedente per i progetti del codice sorgente, sottolineando che l'archivio di Super Mario 64 è, dal 2021, ancora disponibile nonostante la reputazione di Nintendo per le controversie aggressive contro i violatori del copyright Ad aprile, Theo, uno sviluppatore americano con sede in Nuova Zelanda che manteneva un fork del codice sorgente, ha presentato una contronotifica su GitHub, sostenendo che il codice non contiene alcun lavoro originale di proprietà di Take-Two; secondo le regole DMCA relative alle controversie, il contenuto di Theo è stato ripristinato dopo due settimane, sebbene il repository originale e altri fork siano rimasti non disponibili. Nel settembre 2021, Take-Two ha intentato una causa in California contro i programmatori, affermando che "sono ben consapevoli di non possedere il diritto di copiare, adattare o distribuire il codice sorgente derivato di GTA o gli elementi audiovisivi dei giochi, e ciò costituisce violazione del diritto d'autore».